# Frogger: The Great Quest
Frogger: The Great Quest är ett datorspel som släpptes 2001 av Konami för PlayStation 2. Det var portat till Microsoft Windows det följande året och var tillägnad minnet av dess fallna röstskådespelare, Steve Sheppard-Brodie, som var rösten till Lumpy the Toad, vampyren Count Blah och den magiska generalen för ljus och industri. 
Det är det första spelet i serien som utvecklats av Konami, och det första sedan Hasbro Interactive släppte Frogger 2: Swampy's Revenge 2000. Det introducerade ett nytt utseende, som var det första i serien som utspelas i en 3D-plattformsmiljö. Det är också det första spelet i serien där Frogger har på sig kläder. Spelet släpptes också till Game Boy Advance med titeln Frogger Advance: The Great Quest.